# KS Kielce
El Klub Sportowy Iskra Kielce, oficialmente conocido por motivos de patrocinio como Industria Kielce es un equipo profesional de balonmano polaco, afincado en la ciudad de Kielce. Fundado en 1965, juega sus partidos como local en el Hala Legionów, con capacidad para 4000 personas.
Es el equipo que más ligas polacas ha ganado con 20. Con su victoria en la Liga de Campeones de 2016, se convirtió en el primer club polaco en proclamarse campeón de Europa.

## Historia

### Orígenes

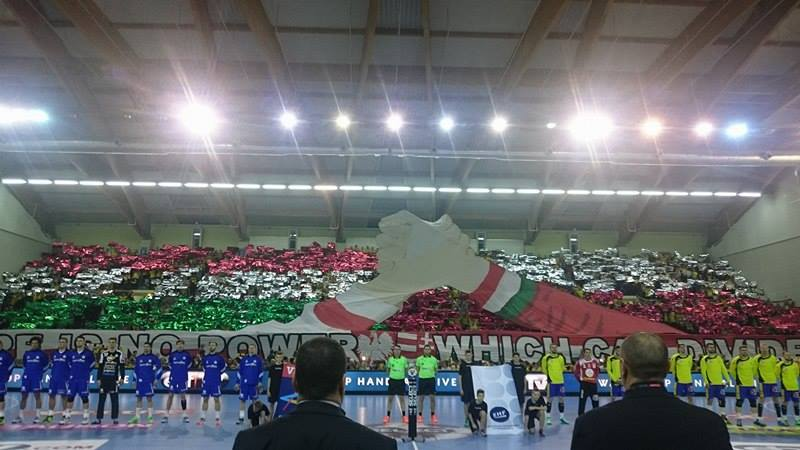
Ambiente en el Hala Legionów antes del KS Kielce - SC Pick Szeged de la Liga de Campeones de la EHF 2016-17

Diciembre de 1965 es considerada la fecha oficial de fundación del club, cuando el Iskra Kielce, club deportivo nacido en 1957, tomó los jugadores del equipo de la fábrica metalúrgica de Kielce, estableciendo así el nuevo equipo de balonmano.

### Años 1970
Tras cinco años, consiguieron su primer ascenso deportivo al promocionar a la III Liga Central polaca, ascendiendo nuevamente a la II una temporada después. En la primavera de 1973, los dos clubes más poderosos de la ciudad de Kielce, el SHL y el Iskra, decidieron fusionarse dando lugar al MKS Korona, dando lugar a otras tres secciones deportivas además de la de balonmano como la de fútbol, ciclismo y motociclismo. 
El 16 de marzo de 1975 certifica su primer ascenso de su historia a la máxima categoría del balonmano polaco, que no obstante no podrá mantener durante su primera temporada en la misma. Un nuevo ascenso en 1978 sería la antesala a la que sería la mejor temporada del MKS Korona hasta la fecha, tras finalizar la temporada 1979/80 en tercera posición.

### Años 1980
La temporada 1980/81 es decepcionante al producirse el descenso a la segunda categoría del balonmano polaco, no recuperando la máxima categoría hasta tres temporadas después. Es en 1985 cuando el MKS Korona Kielce consiguió su primer título oficial al vencer la Copa de Polonia en la fase final disputada en Płock. Para ello derrotó al Śląsk Wrocław por 23-22, después al Gwardia Opole por 21-19, y finalmente al Posnania Poznań por 24-18.
Ese mismo año se inauguró su propio recinto deportivo con capacidad para 1.600 espectadores, donde a partir de entonces disputaría sus partidos como local. Al comienzo de la temporada 1989/1990, el club Korona sufrió serios problemas organizativos y financieros que acabarían desembocando en su ruptura poco después.

### Años 1990
Tras la ruptura con el Korona, los miembros más activos de la extinta sección de balonmano decidieron hacerse cargo del club, volviendo este a su nombre original: Iskra Kielce. A partir de esta época se produce el ascenso definitivo del Iskra Kielce como club dominante en el balonmano polaco, proclamándose campeón de liga en 1993 y 1994, y obteniendo por tanto el derecho a participar también en la Liga de Campeones de la EHF.
En la temporada 1993/94 debutarían en la Liga de Campeones, derrotando claramente al Ionikos de Grecia en los dieciseisavos de final por un global de 62-42. En los octavos de final les esperaría el campeón alemán, el SG Wallau-Massenheim, que no daría opción al club polaco al vencer en los dos partidos disputados.
En la temporada siguiente, el sorteo les deparó el histórico Steaua de Bucarest en los dieciseisavos de final, al que consiguieron eliminar gracias al valor predominante de los goles conseguidos en campo contrario, tras acabar la eliminatoria con un global de 48-48. En la siguiente ronda quedaron emparejados con el a la postre campeón de la Liga de Campeones, el CD Bidasoa, al que no pudieron hacer frente cayendo derrotado en los dos partidos nuevamente. Además, no consiguieron defender sus dos últimos títulos ligueros, finalizando en segunda posición tras el Wisła Płock, siendo derrotados por el equipo de Płock nuevamente en la final de la Copa de Polonia.
Un año más tarde volverían a recuperar el dominio en la competición polaca, consiguiendo su tercer campeonato liguero y asegurándose por tanto su presencia en la siguiente edición de la Liga de Campeones. Asimismo, tuvieron una notable en la Recopa de Europa, donde alcanzarían los cuartos de final, cayendo con el Pelister Bitola macedonio al no poder remontar los 10 goles de diferencia del partido de ida, quedándose a tan sólo dos de lograr la proeza tras terminar el encuentro de vuelta con un resultado de 30-22.
La temporada 1996-97 fue decepcionante para el Kielce, que completaría un año en blanco al no ser capaz de alzarse con ninguno de los títulos nacionales en disputa, finalizando 3º en el campeonato polaco, lo que suponía su peor clasificación final en las últimas cinco temporadas. Esta desilusionante campaña se vio ya desde el principio agravada cuando en octubre no pudo pasar la ronda previa de la Liga de Campeones al caer eliminado ante el Trieste italiano, impidiendo al club de Kielce acceder a la fase de grupos de la máxima competición del balonmano europeo.
Se revertería esta situación al año siguiente logrando el Iskra Kielce su cuarto título liguero de Polonia, teniendo además una destacada actuación en la Copa EHF, en la que alcanzaría los cuartos de final, ronda en la que fueron derrotados por el potente THW Kiel, ganando al club alemán por un gol en la ida y cayendo por cinco tantos en el partido de vuelta disputado en el Ostseehalle. Se cerraba al terminar esta temporada la primera etapa como entrenador del equipo de Giennadiy Kamelin, en la que había florecido una joven estrella que acabaría siendo uno de los mejores jugadores de la historia del balonmano polaco, el zurdo Mariusz Jurasik.

### 2016 Año mágico

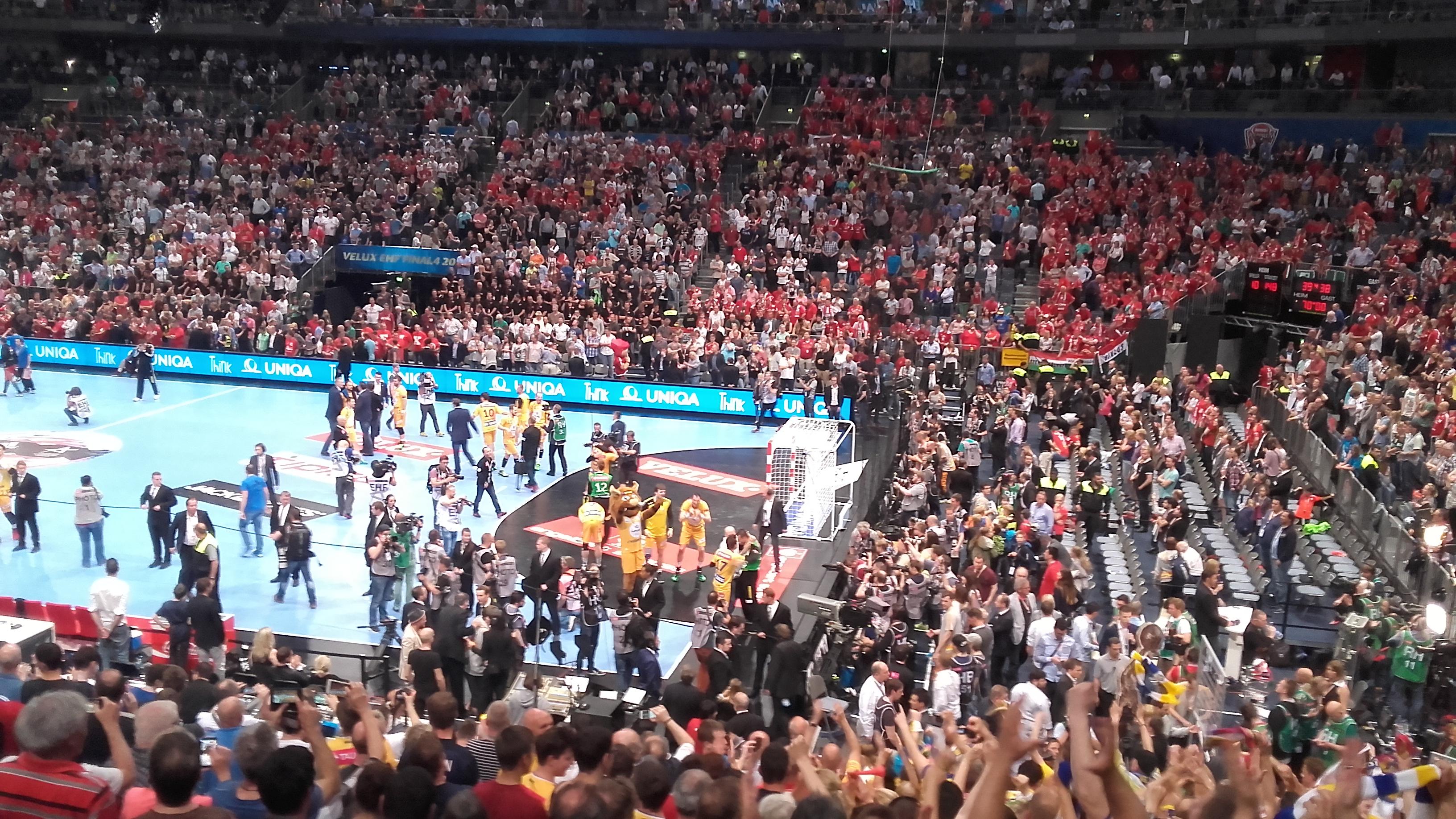
El triunfo en la Liga de Campeones de 2016 ha sido su mayor logro

La temporada 2015-16 será recordada como el año más glorioso de toda la historia del club, tras vencer en la liga y la copa polaca y sobre todo al coronarse en la Final a 4 de la Copa de Europa como campeones de Europa, siendo el primer club polaco que lo lograba. 
Tras una notable primera fase de la Liga de Campeones en la que finalizaron segundos de su grupo tras el FC Barcelona, venciendo incluso al propio equipo español en el Palau Blaugrana, quedaron emparejados con el Meshkov Brest bielorruso, al que derrotaron sin demasiados apuros por un global de 65-58 en la eliminatoria. 
En cuartos de final les esperaría uno de los clubes más potentes de Europa como era el SG Flensburg-Handewitt, campeones de la competición en 2014. En el igualado partido de ida celebrado en el Campushalle de Flensburg, el KS Kielce consiguió frenar al conjunto alemán, que liderado por Holger Glandorf con 11 goles, obteniendo en meritorio empate a 28, dejando toda la eliminatoria en el aire. En la vuelta, con un ambiente impresionante en el Hala Legionów, el equipo comandado por Talant Dujshebaev consiguió vencer por la mínima, 29-28, después de que el Flensburg fallara el último balón para haber eliminado al conjunto polaco, y de esta manera clasificarse para la Final a 4 de la Liga de Campeones por segundo año consecutivo.
Una vez en Colonia, el sorteo les emparejó con el Paris Saint-Germain, que liderado por Nikola Karabatić, Mikkel Hansen y Thierry Omeyer entre otros partía como favorito para hacerse con el triunfo. Tras un primer tiempo en el que la defensa del Kielce no logró detener a un inspirado Mikkel Hansen, las intervenciones de Szmal y la dirección de Zorman fueron un poco a poco revirtiendo la situación hasta llegar al descanso con un empate a 16. El encuentro permanecería igualado durante todo el segundo tiempo decidiéndose en los dos últimos minutos a favor del Kielce por un 28-26, logrando el pase a la final por primera vez en su historia, y siendo el segundo club polaco que lo lograba.
En una final histórica, que fue siempre dominada con claridad por el Veszprem, lograron remontar 9 goles de diferencia que llevaba de ventaja el conjunto húngaro a falta de 15 minutos para el final del partido, para que Krzysztof Lijewski obrara el milagro y forzara la prórroga con un gol en los últimos segundos. Tras finalizar la prórroga en empate, el título se decidió en los lanzamientos de siete metros, siendo una transformación de Julen Aguinagalde en el último lanzamiento la que daría el cetro continental al club de Kielce.

## Palmarés
- Liga de Polonia:
  - Campeón (20): 1993, 1994, 1996, 1998, 1999, 2003, 2009, 2010, 2012, 2013, 2014, 2015, 2016, 2017, 2018, 2019, 2020, 2021, 2022, 2023
  - Subcampeón (3): 1995, 2004, 2011
  - Tercero (6): 1980, 1997, 2001, 2005, 2007, 2008
- Copas de Polonia:
  - Campeón (16): 1985, 2000, 2003, 2004, 2006, 2009, 2010, 2011, 2012, 2013, 2014, 2015, 2016, 2017, 2018, 2021
  - Finalista (7): 1995, 1996, 1997, 2001, 2002, 2007, 2008
- EHF Champions League
  - Campeón (1): 2016
  - Subcampeón (2): 2022, 2023

## Plantilla 2024–25
|  | Porteros - 01 Miłosz Wałach - 16 Bekir Cordalija - 22 Klemen Ferlin - 32 Sandro Meštrić Extremos izquierdos - 06 Szymon Wiaderny - 27 Cezary Surgiel - 99 Dylan Nahi Extremos derechos - 07 Benoît Kounkoud - 23 Arkadiusz Moryto Pívots - 50 Artsem Karalek - 93 Łukasz Rogulski - 97 Théo Monar | Laterales izquierdos - 09 Szymon Sićko - 24 Daniel Dujshebaev - 42 Hassan Kaddah - 48 Tomasz Gębala Centrales - 02 Jakub Osuch - 05 Michał Olejniczak - 18 Igor Karačić Laterales derechos - 10 Alex Dujshebaev - 34 Jorge Maqueda |

## Entrenadores
| \| Fechas \| Nombre \| \| --------- \| -------------------- \| \| 1995–1998 \| Giennadiy Kamelin \| \| 1998–1999 \| Włodzimierz Harbuz \| \| 1999–2001 \| Giennadiy Kamelin \| \| 2001–2002 \| Marek Smolarczyk \| \| 2002–2003 \| Alaksandr Malinouski \| \| 2003–2004 \| Daniel Waszkiewicz \| \| 2004–2005 \| Alaksandr Malinouski \| \| 2005 \| Edward Strząbała \| \| 2005–2007 \| Zbigniew Tłuczyński \| \| 2007 \| Aleksandr Litowski \| \| 2007–2008 \| Alaksandr Malinouski \| \| 2008–2014 \| Bogdan Wenta \| \| 2014- \| Talant Dujshebaev \| |                      |
| Fechas | Nombre               |
| 1995–1998 | Giennadiy Kamelin    |
| 1998–1999 | Włodzimierz Harbuz   |
| 1999–2001 | Giennadiy Kamelin    |
| 2001–2002 | Marek Smolarczyk     |
| 2002–2003 | Alaksandr Malinouski |
| 2003–2004 | Daniel Waszkiewicz   |
| 2004–2005 | Alaksandr Malinouski |
| 2005 | Edward Strząbała     |
| 2005–2007 | Zbigniew Tłuczyński  |
| 2007 | Aleksandr Litowski   |
| 2007–2008 | Alaksandr Malinouski |
| 2008–2014 | Bogdan Wenta         |
| 2014- | Talant Dujshebaev    |